# Zengtian, Jiangxi
Zengtian är en köpinghuvudort i Kina. Den ligger i provinsen Jiangxi, i den sydöstra delen av landet, omkring 150 kilometer söder om provinshuvudstaden Nanchang. Antalet invånare är 18 073. Befolkningen består av 8 343 kvinnor och 9 730 män. Barn under 15 år utgör 21,0 %, vuxna 15-64 år 71 %, och äldre över 65 år 7,0 %.
Runt Zengtian är det ganska tätbefolkat, med 139 invånare per kvadratkilometer. Närmaste större samhälle är Nancun, 9,5 km sydost om Zengtian. I omgivningarna runt Zengtian växer huvudsakligen savannskog.
Genomsnittlig årsnederbörd är 2 221 millimeter. Den regnigaste månaden är juni, med i genomsnitt 358 mm nederbörd, och den torraste är oktober, med 20 mm nederbörd.